# Chamaita nubifera
Chamaita nubifera là một loài bướm đêm thuộc phân họ Arctiinae, họ Erebidae.